# 中华人民共和国人民警察法
《中华人民共和国人民警察法》是中华人民共和国的规定警察的行为的法律。为了维护国家安全和社会治安秩序，保护公民的合法权益，并加强人民警察的队伍建设，从严治警，提高人民警察的素质，保障人民警察依法行使职权，保障改革开放和社会主义现代化建设的顺利进行，根据宪法，制定本法律。2014年以来，中华人民共和国公安部将修改《人民警察法》作为全面深化公安改革的重点项目，推动修法工作。经深入调研论证、反复修改完善，并多次征求有关部门、专家学者和地方公安机关的意见，形成了《中华人民共和国人民警察法》